# Aldyr Schlee
Aldyr Garcia Schlee (Jaguarão, 1934. november 22. – Pelotas, 2018. november 15.) német származású brazil író, újságíró, műfordító, grafikus.

## Életrajza
Schlee-nek két fő szakterülete volt: a brazil-uruguayi nemzetközi kapcsolatok illetve az uruguayi és brazil irodalom. Egyik figyelemre méltó munkája volt, hogy a Rio Grande do Sul állam szerzői által készített műveket összegyűjtötte. Számos novella szerzője, munkája számos antológiában szerepel.
Néhány könyve először Uruguayban, spanyolul jelent meg. Folyékonyan beszélt spanyolul és portugálul, németül is és a Rio Grande do Sul államban elterjedt regionális nyelven.
1953-ban Schlee tervezte a világhírű brazil nemzeti labdarúgó-válogatott kanárisárga (Camisa Canarinho) mezét, amely később legendássá vált. Schlee 2018. november 15-én, egy héttel a 84. születésnapja előtt és a londoni brazil-uruguayi barátságos labdarúgó-mérkőzés előestéjén hunyt el. November 16-án a brazil és az uruguayi válogatott mérkőzése gyászszünettel kezdődött Schlee emlékére.

## Díjai
Kétszer is megkapta a hazájában rangos irodalmi díjnak számító Bienal Nestlé de Literatura Brasileirát, 2015-ben pedig Kulturális Érdemrenddel (Ordem do Mérito Cultural) tüntették ki.

## Bibliográfia
- 2014 "Memórias de o que já não será", Ed ArdoTEmpo
- 2013 "Contos da Vida Difícil", Ed ARdoTEmmpo
- 2010: "Don Frutos", EdARdoTEmpo
- 2009: "Glossário de Simões Lopes Neto" – São Paulo
- 2009: "Os limites do impossível – os contos gardelianos" Ed ARdoTEmpo, Porto Alegre.
- 2007: "Contos gauchescos e Lendas do Sul", de JSLN, edição crítica com estabelecimento da linguagem. IEL/Unisinos.
- 2000: "Contos de Verdades", contos (ed. Mercado Aberto)
- 1998: "Linha Divisória" (contos, ed. Melhoramentos)
- 1997: "Contos de Futebol" (contos, ed. Mercado Aberto)
- 1991: "El dia en que el papa fue a Melo" (contos, ed. de la Banda Oriental) (republished in Portuguese as "O Dia em que o Papa foi a Melo", ed. Mercado Aberto, 1999)[7]
- 1984: "Uma Terra Só" (contos, ed. Melhoramentos)
- 1983: "Contos de Sempre" (contos, ed. Mercado Aberto)

Antológiái
- 2003: "Melhores Contos do Rio Grande do Sul" (contos, ed. IEL)
- 1999: "Para Ler os Gaúchos" (contos, ed. Novo Século)
- 1996: "Nós os Teuto-gaúchos" (ensaios, ed. da Universidade/UFRGS)
- 1994: "Nós os Gaúchos 2" (ensaios, ed. da Universidade/UFRGS)
- 1988: "Autores Gaúchos 20: Aldyr Garcia Schlee" (antologia, ed. IEL)
- 1977: "Histórias Ordinárias" (contos, ed. Documento)

Műfordításai spanyol nyelvről portugálra
- 1990 Para Sempre Uruguai (Antologia de contos). Tradução de Sérgio Faraco e Aldyr Garcia Schlee. Porto Alegre: Instituto Estadual do Livro.
- 1996 Sarmiento, Domingo Faustino. Facundo: civilização e barbárie no pampa argentino. Tradução, notas e estudo crítico de Aldyr Garcia Schlee. Porto Alegre: Editora da Universidade Federal do Rio Grande do Sul / Editora da Universidade Católica do Rio Grande do Sul.
- 1997 Acevedo Díaz, Eduardo. Pátria Uruguaia. Antologia. Seleção, tradução e notas de Aldyr Garcia Schlee. Porto Alegre: Instituto Estadual do Livro.
- 1997 Güiraldes, Ricardo. Don Segundo Sombra. Tradução de Augusto Meyer, revisão da tradução por Aldyr  Garcia Schlee. Porto Alegre: LP&M.

Műfordításai portugál nyelvről spanyolra
- 1991 Lopes Neto, João Simões. La salamanca del Jarau. Porto Alegre:IEL-IGEL.
- 2000 Martins, Cyro. Campo afora/Campo afuera. Edição bilíngue português/espanhol. Tradução para o espanhol de Aldyr Garcia Schlee. Porto Alegre, IEL/CELPCYRO.